# Kunčice pod Ondřejníkem (nádraží)
Kunčice pod Ondřejníkem je železniční stanice ve stejnojmenné obci v Moravskoslezském kraji. Leží na neelektrizované jednokolejné trati Ostrava – Valašské Meziříčí.

## Historie
Stanice byla vybudována v rámci Moravsko-slezské dráhy měst, která byla vybudována v roce 1888 jakožto součást vedlejší větve Severní dráhy císaře Ferdinanda z Kojetína přes Těšín do Bílska.
Od 7. dubna 2014 je úsek Ostrava-Kunčice – Valašské Meziříčí, na kterém leží tato stanice, kategorizován jako regionální dráha, do té doby byla součástí celostátní dráhy ještě celá trať. V roce 2015 proběhla ve stanici úprava kolejového svršku a v roce 2016 proběhla rekonstrukce celé stanice.[zdroj?]

### Budoucnost
V roce 2021 zde začaly jezdit moderní dvoupatrové push-pull jednotky Škoda 13Ev. Do roku 2026 by měla být také trať v úseku z Ostravy do Frenštátu pod Radhoštěm elektrizována soustavou 25 kV 50 Hz, maximální rychlost v úseku v úseku Frýdlant nad Ostravicí - Frenštát pod Radhoštěm by měla dosahovat až 120 km/h.[zdroj?]

## Popis
Ve stanici se nacházejí 3 koleje, z nichž jedna je kusá vedle staniční budovy. U dvou dopravních kolejí jsou vnější nástupiště, která jsou propojená podchodem s výtahy. Obě nástupiště jsou zastřešená a vybavena informačním systémem. Hned u nádražní budovy je dřevěná čekárna pro cestující, ve které je informační tabule s odjezdy a příjezdy vlaků. Před staniční budovou se pak nachází budova bývalého kina, ve které je restaurace a místní pivovar, vedle ní je autobusová zastávka. Do centra obce je to cca 2 kilometry.[zdroj?]